# Гэнэнпил

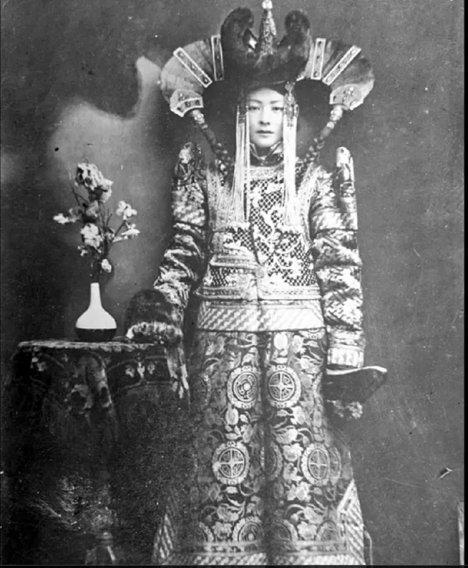
Королева Генепил около 1924 года.

Наваанлувсангийн Гэнэнпил (монг. Наваанлувсангийн Гэнэнпил; 1905—1938) — последняя официальная королева-консорт Монголии, супруга Богдо-гэгэна VIII. Из рода Борджигин (род прямых потомков Чингис-хана).
В 1924 году она пробыла в этом статусе менее года. Была казнена в мае 1938 года в ходе репрессий в Монголии, в результате которых было убито до тридцати тысяч человек. Реабилитирована в 1990.

## Королева-консорт
Женщина больше недели провела в тюрьме. Ее не кормили, не давали воды, держали в холоде. К тому же неизвестно, в каких условиях проходили допросы, как общались и обращались с монгольской королевой.
В итоге Гэнгэнпил призналась, что призывала к восстанию скотоводов, хотела свергнуть советскую власть и возродить династию Богдо. Но под протоколом с признанием даже нет подписи женщины, поэтому подлинность слов королевы вызывает сомнение.
Но советской власти важнее были записи в документах, чем реальное положение дел. Поэтому имущество последней королевы Монголии арестовали, а ее в 1938 году расстреляли, несмотря на то, что у нее были пожилые родители и двое детей.
После смерти Дондогдулам Гэнэнпил была выбрана советниками Богдо-гэгэна из группы девушек от 18 до 20 лет. Она происходила из семьи в Северной Монголии, проживавшей близ монастыря Балданбэрээвэн-хийд. Её первоначальное имя было Цэенпил, но позже было изменено на Гэнэнпил.
Она жила с Богдо-ханом до его смерти 17 апреля 1924 года, когда монархия была упразднена. Покинув монгольский двор, она вернулась к своей семье. 
После его смерти в 1924 вернулась к родителям, вышла замуж и родила 2 детей.
В 1938 году было сфабриковано дело о попытке свергнуть правительство Монгольской народной республики, официально провозглашенной 26 ноября 1924 года. Гэнэнпил обвинили в государственной измене, сборе информации для Японии и подстрекательству к бунтам. По приговору революционного суда она была расстреляна.
В браке с борцом Лувсандамбой, который был старше её на 5 лет, у неё родились две дочери, Цэрма и Доржханд (потомки Цэрмы живы до сих пор) и сын Гантумэр.
В 1937 году Гэнэнпил была арестована вместе со своей семьёй, а затем казнена в 1938 году во время сталинских репрессий в Монголии.